# La Chapelle-d’Aunainville
La Chapelle-d’Aunainville ist eine französische Gemeinde mit 243 Einwohnern (Stand: 1. Januar 2022) im Département Eure-et-Loir in der Region Centre-Val de Loire (bis 2015 Centre). Die Gemeinde gehört zum Arrondissement Chartres und zum 2012 gegründeten Gemeindeverband Chartres Métropole.

## Geografie
La Chapelle-d’Aunainville liegt im Norden der Landschaft Beauce, 23 Kilometer ostsüdöstlich von Chartres und etwa 65 Kilometer südöstlich von Paris. Umgeben wird La Chapelle-d’Aunainville von den Nachbargemeinden Aunay-sous-Auneau im Norden, Sainville im Osten und Nordosten, Maisons im Osten und Südosten, Denonville im Süden sowie Saint-Léger-des-Aubées im Westen.

## Bevölkerungsentwicklung
| Jahr                      | 1962 | 1968 | 1975 | 1982 | 1990 | 1999 | 2006 | 2013 |
| Einwohner                 | 174  | 146  | 120  | 144  | 188  | 263  | 249  | 302  |
| Quelle: Cassini und INSEE |      |      |      |      |      |      |      |      |

## Sehenswürdigkeiten

Kirche Saint-Lubin

- Kirche Saint-Lubin